# 요시다 하루키 (2001년)
요시다 하루키(일본어: 吉田 晴稀, 2001년 4월 20일~)는 일본의 축구 선수이다.

## 구단 경력
그는 2020년 J2리그의 에히메 FC에 입단했다. 2022년 일본 풋볼 리그의 고치 유나이티드 SC로 임대 이적했다. 2023년 에히메 FC로 복귀했다.